# Joppocryptus mourei
Joppocryptus mourei là một loài tò vò trong họ Ichneumonidae.